# یواس‌اس اکمی (ام‌اس‌او-۵۰۸)
یواس‌اس اکمی (ام‌اس‌او-۵۰۸) (به انگلیسی: USS Acme (MSO-508)) یک کشتی بود که طول آن ۱۷۲ فوت (۵۲ متر) بود. این کشتی در سال ۱۹۵۵ ساخته شد.